# Pipetta Pasteur

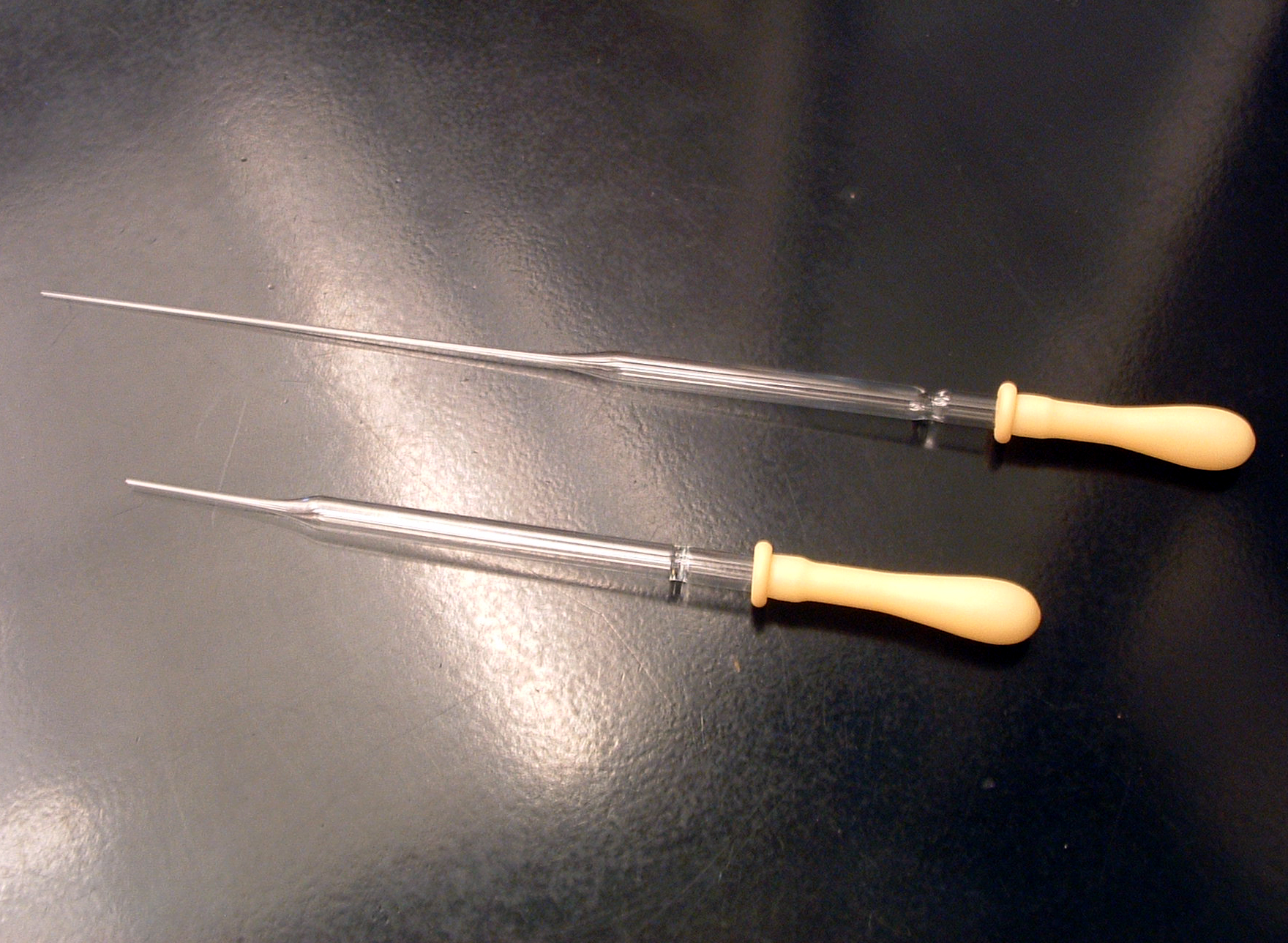
Pipette Pasteur

La pipetta Pasteur è un attrezzo chimico ideato da Louis Pasteur, normalmente denominato contagocce; essa è formata da un tubicino vitreo abbastanza sottile sulla cui sommità, più larga rispetto alla parte inferiore che è quasi un capillare, si trova una tettarella in gomma.

## Funzionamento
Il funzionamento della pipetta Pasteur consiste essenzialmente nello schiacciare la tettarella in modo da provocare l'uscita dell'aria contenuta nel tubicino, e nell'immergere quest'ultimo nel liquido, conservando compressa la parte in gomma: rilasciandola si provocherà uno scompenso di pressione per effetto del quale il liquido salirà nel tubicino e non potrà più uscirne fino a quando la tettarella non sarà nuovamente schiacciata.
Malgrado la sua semplicità di utilizzo rispetto a pipette più complesse, la pipetta Pasteur non può essere adoperata come strumento di precisione poiché è priva di una scala graduata. Essa è spesso utilizzata con funzione qualitativa e non quantitativa (come saggi in provetta e simili) in cui è importante solo la natura dei reagenti e non la loro quantità in moli.